# سیگمار پولک
سیگمار پولک (انگلیسی: Sigmar Polke; ۱۳ فوریهٔ ۱۹۴۱ – ۱۰ ژوئن ۲۰۱۰) یک عکاس اهل آلمان بود.